# Erythrophyllopsis fuscula
Erythrophyllopsis fuscula är en bladmossart som beskrevs av Hilpert 1933. Erythrophyllopsis fuscula ingår i släktet Erythrophyllopsis och familjen Pottiaceae. Inga underarter finns listade i Catalogue of Life.